# Берисо
Берисо (на испански: Berisso) е град в Аржентина, разположен в провинция Буенос Айрес. Населението му през 2001 година е 14 021 души.

## Население
Населението на града през 2001 година е 14 021 души, основно представители на европеидната раса. Повечето от тях са по произход италианци, украинци и поляци. По-малък дял са испанци, германци, португалци, араби, българи, хървати, арменци, словаци, ирландци, литовци, евреи и гърци.

### Българска общност
Смята се че българите, пристигнали в Берисо наброяват около петстотин семейства. Въпреки в неблагоприятните условия в които живеели, се събирали заедно, за да поддържат спомените за родината си живи. През 30-те години на 20 век в Берисо са съществували три организации, основани от български емигранти - Македонско-български клуб, Дружество „Кирил и Методий“ и Дружество за взаимопомощ. През 1955 година те се обединяват и образуват Българско културно дружество „Иван Вазов“. Тази институция заемала една временна постройка, която служела като подслон, така и като място за среща на всички съотечественици. Благодарение на усилието и духа на единството между всички тях, с течение на времето успяват да изградят собствена сграда.